# Hebardacris excelsa
Hebardacris excelsa är en insektsart som först beskrevs av Rehn, J.A.G. 1907.  Hebardacris excelsa ingår i släktet Hebardacris och familjen gräshoppor. Inga underarter finns listade i Catalogue of Life.